# حبي الأول الأول
حبي الأول الأول (بالكورية: 첫사랑은 처음이라서) هو مسلسل كوري جنوبي من بطولة جي سو، جونغ تشاي يون وجونغ جين يونغ. صدر الموسم الأول على منصة نتفليكس في 18 أبريل 2019 والموسم الثاني في 26 يوليو 2019.

## روابط خارجية
- حبي الأول الأول على موقع IMDb (الإنجليزية)
- حبي الأول الأول على موقع روتن توميتوز (الإنجليزية)
- حبي الأول الأول على موقع نتفليكس (الإنجليزية)
- حبي الأول الأول على موقع كينوبويسك (الروسية)
- حبي الأول الأول على موقع قاعدة بيانات الفيلم (الإنجليزية)